# François Corteggiani
François Corteggiani (Nizza, 21 settembre 1953 – Carpentras, 21 settembre 2022) è stato un fumettista francese.

## Biografia
Dopo diverse collaborazioni in ambito locale, si stabilisce a Parigi nel 1973. In seguito a lavori pubblicitari e a qualche disegno in diversi giornali, debutta veramente con una piccola casa editrice lionese per la quale consegna oltre mille tavole in due anni.
Dopo un passaggio-lampo presso Spirou, entra a Pif Gadget dove dà vita al personaggio di Pif, verso il quale lo spinge da tempo Christian Godard, prima con i disegni poi con le sceneggiature. Crea anche la serie Pastis e, con Pierre Tranchand, le serie Marine e Smith et Wesson.
Per le edizioni Glénat, riprende nel 1981, sempre con Pierre Tranchand, le serie Bastos et Zakousky e Chafouin et Baluchon per le riviste Circus e Gomme!. Dopo la chiusura di quest'ultima, partecipa al mensile Vécu scrivendo De silence et de sang per Marc Males e Le Casque et la fronde per Walter Fahrer.
All'inizio degli anni ottanta lavora per il giornale tedesco Zack (super as) per il quale scrive Peter O'Pencil, disegnato da Giorgio Cavazzano, con il quale realizzerà poi Capitan Rogers per il Giornalino delle Edizioni San Paolo, così come  Timothée Titan, prima per le edizioni Hachette, poi per la società Strip Art Features.
Dal 1984 collabora strettamente con Le Journal de Mickey, dove crea con Pierre Tranchand le gag de L'École Abracadabra. Mentre continuano insieme la serie Marine, lavora anche con Philippe Bercovici per la Glénat. Dopo la morte di Jean-Michel Charlier è lui a riprendere le sceneggiature de La giovinezza di Blueberry disegnata da Colin Wilson, col quale ha creato la serie Thunderhawks per le Soleil Productions. Dal 1992 crea anche storie espressamente per le testate italiane della Walt Disney Company.
Tra il 1986 e il 1992 Dominique Hé e François Corteggiani collaborarono come autori a numerosi fumetti.
È stato il caporedattore per i fumetti della nuova versione di Pif Gadget, pubblicata dal 2004 al 2008.
Sue opere sono state pubblicate in Pif Le Mag dal 2022 al 2023.
È morto nella sua casa di Carpentras il 21 settembre 2022, giorno del suo 69º compleanno.